# 火花运动
火花运动（匈牙利語：Szikra Mozgalom，缩写为Szikra）是匈牙利的一个左翼政治组织。2020年，该组织由“自由布达佩斯论坛”的活动家创建，他们曾在2019年匈牙利地方选举中帮助绿色和左翼候选人竞选。目前，他们以注册协会的模式运作，旨在推动明确的左翼政策，重点关注工人利益的维护、自然环境的保护以及民主价值的加强。2022年，该组织成员亚姆博尔·安德拉什作为争取匈牙利联合候选人当选代表约瑟夫城和费伦茨城的国民议会议员。该组织是中东欧绿色左翼联盟的成员。